# Ronde van Italië 2014/Zeventiende etappe
De zeventiende etappe van de Ronde van Italië 2014 werd op 28 mei verreden. Het peloton begon in Sarnonico aan een vlakke rit van 208 kilometer die in Vittorio Veneto  eindigde.

## Verloop
Voorafgaand aan de start was er gesteggel over de zestiende etappe. Na de start duurde het nog een uur voordat een groep van 26 renners zich los maakte van het peloton.
Op de laatste klim, de Muro di Ca' del Poggio, werd de groep tot vijf man gereduceerd. Thomas De Gendt en Stefano Pirazzi gingen eerst aan en kregen even later drie renners mee: Matteo Montaguti, Tim Wellens en Jay McCarthy.
Pirazzi zorgde voor de derde ritzege van Bardiani in deze Giro. Het was de eerste profzege voor de 27-jarige Pirazzi, die vorig jaar al wel het bergklassement op zijn naam schreef in de Giro.

## Uitslag
| Sarnonico - Vittorio Veneto (208 km) |                  |                         |          |
| Plaats                               | Naam             | Ploeg                   | Tijd     |
| Winnaar                              | Stefano Pirazzi  | Bardiani CSF            | 4u38'11" |
| 2                                    | Tim Wellens      | Lotto-Belisol           | z.t.     |
| 3                                    | Jay McCarthy     | Tinkoff-Saxo            | z.t.     |
| 4                                    | Thomas De Gendt  | Omega Pharma-Quick-Step | z.t.     |
| 5                                    | Matteo Montaguti | AG2R La Mondiale        | z.t.     |
| 6                                    | Jussi Veikkanen  | FDJ.fr                  | +28"     |
| 7                                    | Simon Geschke    | Giant-Shimano           | z.t.     |
| 8                                    | Fabio Felline    | Trek Factory Racing     | z.t.     |
| 9                                    | Marco Canola     | Bardiani CSF            | z.t.     |
| 10                                   | Serge Pauwels    | Omega Pharma-Quick-Step | z.t.     |
|                                      |                  |                         |          |
| 14                                   | Jos van Emden    | Belkin Pro Cycling      | z.t.     |

## Klassementen
| Algemeen klassement |                    |                         |           |
| Plaats              | Naam               | Ploeg                   | Tijd      |
| Roze trui           | Nairo Quintana     | Team Movistar           | 73u05'31" |
| 2                   | Rigoberto Urán     | Omega Pharma-Quick-Step | +1'41"    |
| 3                   | Cadel Evans        | BMC Racing Team         | +3'21"    |
| 4                   | Pierre Rolland     | Team Europcar           | +3'26"    |
| 5                   | Rafał Majka        | Tinkoff-Saxo            | +3'28"    |
| 6                   | Fabio Aru          | Astana Pro Team         | +3'34"    |
| 7                   | Domenico Pozzovivo | AG2R La Mondiale        | +3'49"    |
| 8                   | Wilco Kelderman    | Belkin Pro Cycling      | +4'06"    |
| 9                   | Ryder Hesjedal     | Garmin Sharp            | +4'16"    |
| 10                  | Robert Kišerlovski | Trek Factory Racing     | +8'02"    |
|                     |                    |                         |           |
| 14                  | Maxime Monfort     | Lotto-Belisol           | +22'35"   |

| Puntenklassement |                 |                     |        |
| Plaats           | Naam            | Ploeg               | Punten |
| Rode trui        | Nacer Bouhanni  | FDJ.fr              | 251    |
| 2                | Giacomo Nizzolo | Trek Factory Racing | 225    |
| 3                | Elia Viviani    | Cannondale          | 173    |
|                  |                 |                     |        |
| 8                | Tim Wellens     | Lotto-Belisol       | 84     |
| 11               | Wilco Kelderman | Belkin Pro Cycling  | 78     |

| Bergklassment |                   |                     |        |
| Plaats        | Naam              | Ploeg               | Punten |
| Blauwe trui   | Julián Arredondo  | Trek Factory Racing | 95     |
| 2             | Robinson Chalapud | Team Colombia       | 69     |
| 3             | Tim Wellens       | Lotto-Belisol       | 63     |
|               |                   |                     |        |
| 14            | Wilco Kelderman   | Belkin Pro Cycling  | 25     |

| Jongerenklassement |                 |                    |           |
| Plaats             | Naam            | Ploeg              | Tijd      |
| Witte trui         | Nairo Quintana  | Team Movistar      | 73u05'31" |
| 2                  | Rafał Majka     | Tinkoff-Saxo       | +3'28"    |
| 3                  | Fabio Aru       | Astana Pro Team    | +3'34"    |
|                    |                 |                    |           |
| 4                  | Wilco Kelderman | Belkin Pro Cycling | +4'06"    |
| 16                 | Tim Wellens     | Lotto-Belisol      | +2u06'08" |

| Ploegenklassement |                         |            |
| Plaats            | Ploeg                   | Tijd       |
|                   | AG2R La Mondiale        | 218u45'33" |
| 2                 | Omega Pharma-Quick-Step | +21'42"    |
| 3                 | Tinkoff-Saxo            | +30'01"    |
|                   |                         |            |
| 13                | Belkin Pro Cycling      | +2u16'29"  |

1e etappe ·
2e etappe ·
3e etappe ·
4e etappe ·
5e etappe ·
6e etappe ·
7e etappe ·
8e etappe ·
9e etappe ·
10e etappe ·
11e etappe ·
12e etappe ·
13e etappe ·
14e etappe ·
15e etappe ·
16e etappe ·
17e etappe ·
18e etappe ·
19e etappe ·
20e etappe ·
21e etappe
Startlijst · Eindstanden · Afbeeldingen